# Sfoartea
Sfoartea – wieś w Rumunii, w okręgu Alba, w gminie Scărișoara. W 2011 roku liczyła 77 mieszkańców.